# Heb Sed
El festival Heb Sed, Festa Sed o Festa de la Renovació del poder reial és una celebració política i religiosa centrada en la persona del faraó. Les informacions més antigues la daten de, com a mínim, el període arcaic (del 3000 al 2686 aC, aproximadament). El nom prové d'un déu egipci amb forma de llop anomenat Wepwawet o Sed. Sembla que la festa i els rituals provenen d'una celebració més antiga, possiblement originada durant el regnat del rei Escorpí II, anomenada Festa de la Unificació (de les dues terres, l'Alt i el Baix Egipte).

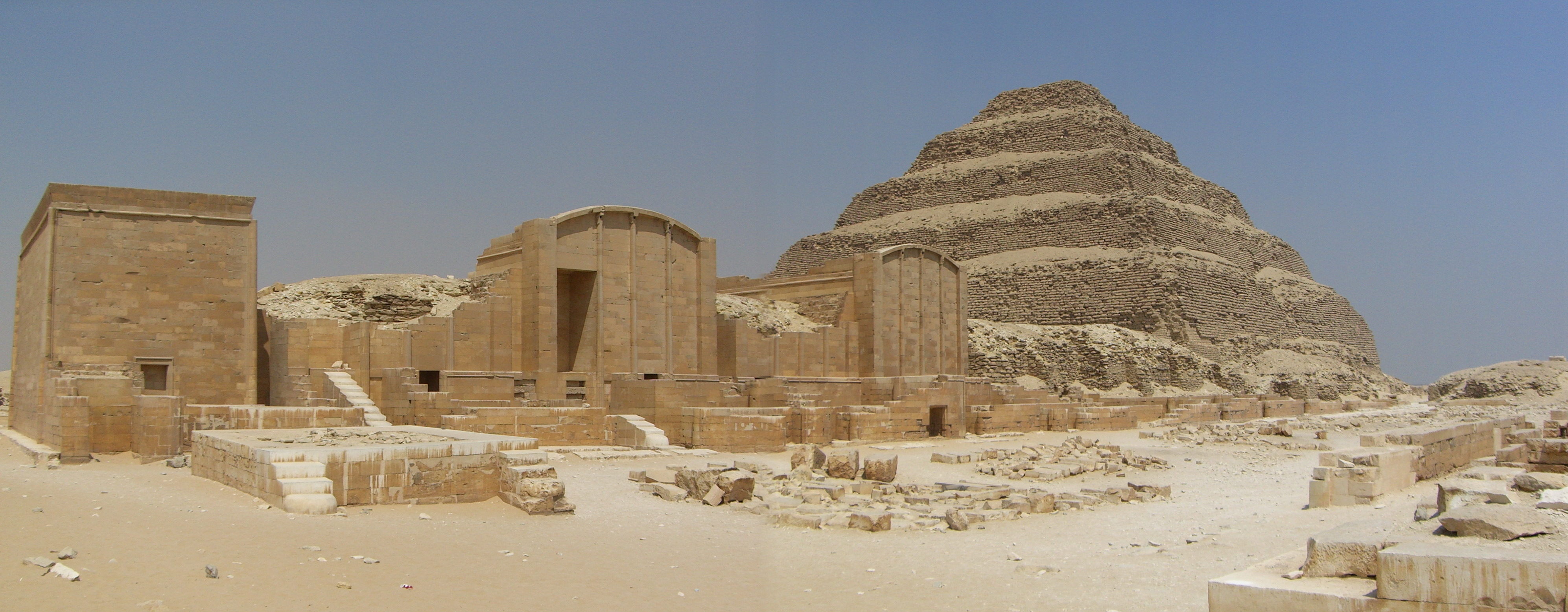
Recinte del Festival Sed a Saqqara (dins del complex funerari de Djoser)

La celebració s'organitzava per a commemorar el trentè aniversari de la coronació del monarca. A partir d'aquí, es repetia cada tres anys fins a la mort del rei. Pocs faraons van arribar a celebrar-lo i encara menys a repetir-lo. És molt possible que Ramsès II fos un dels pocs faraons, sinó l'únic, que el va repetir fins a 14 vegades. Se sap pels registres i per les restes arqueològiques que el festival encara se celebrava en temps d'Osorkón II, de la dinastia XXII.
El festival simbolitzava la renovació vital i l'enfortiment del faraó com a regent i com a ésser semi-diví, amb el suport dels principals déus, i la seva capacitat per a mantenir la Maat, l'ordre còsmic personificat en la dea del mateix nom, que també simbolitzava l'equilibri, la justícia, la fortalesa del país enfront dels enemics i la pau. Molts faraons van modificar les dates d'organització del festival i el van celebrar molt abans del termini establert. En les èpoques més antigues o bé quan se celebrava "fora de termini", el festival també es relacionava amb la fecunditat del faraó (personalitzat en el déu Sokar), quan arribava a la vellesa i perdia la capacitat de tenir fills també perdia la capacitat per a "fecundar" el país, és a dir, d'aconseguir que el riu Nil es desbordés en la mesura adequada i fertilitzés el país sense destruir-lo. Es creu que, al principi, i de manera similar a altres cultures del nord d'Àfrica, existia la premissa que si el faraó no passava les proves a les quals se'l sotmetia, podia ser sacrificat pels sacerdots. El festival també estava estretament relacionat amb un altre festival, el celebrat en honor del déu Min, representat per un brau blanc amb un símbol del Sol entre les banyes, i també relacionat directament amb el rei i la fertilitat. Un faraó de la tercera dinastia, Djoser, va fer construir una reproducció en pedra del recinte del festival a la necròpolis de Saqqara, que formava part del complex del seu mausoleu junt amb altres edificacions i la coneguda piràmide esglaonada dissenyada per Imhotep. Altres faraons posteriors van representar el recinte de l'Heb Sed en relleus als seus temples mortuoris.

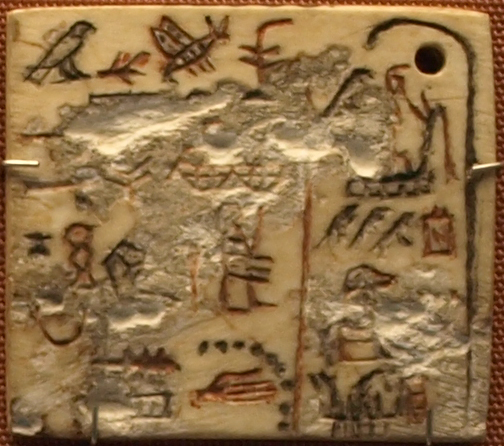
Etiqueta de vori del faraó Semerkhet, cap al 2900 aC. Parla de l'Heb Sed

## Recinte del festival

Dibuix de L. Borchardt (cap al 1910) d'un relleu del faraó Sahure durant les audiències de l'Heb Sed

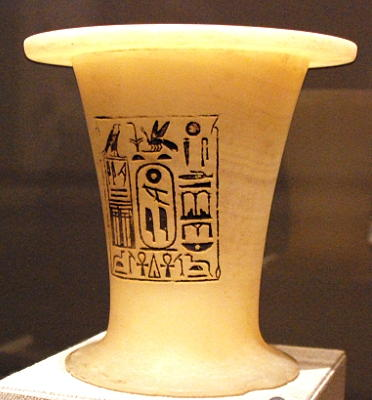
Vas d'ofrenes de Pepi I (Imperi antic) de l'Heb Sed

Un cop es decidia que se celebraria el festival, es començava immediatament a construir tot el recinte on se celebraria, amb tota mena de luxes i detalls. Les tres construccions principals n'eren:
1. El pati del festival: on se celebraria la cursa i les danses rituals.
2. La sala (o vestíbul) del festival: on hi havia el gran tron, per a les audiències o presentacions.
3. El palau del festival (amb habitacions, sala del tron i lavabos): on el faraó es canviava de roba i on vivia durant els cinc dies que durava la culminació el festival; el festival durava fins a deu dies, entre presentacions, actes secundaris i altres celebracions.

## Actes principals de l'Heb Sed[4]
- Inici de l'Heb Sed amb uns rituals de fundació.
- El faraó revisa les construccions que estan en marxa i el cens del bestiar.
- La processó: el rei es vesteix amb la indumentària pròpia de l'Heb Sed, els seus fills l'acompanyen.
- La cerimònia dins del recinte: processó del mobiliari (amb forma de lleó) per al renaixement i la regeneració del faraó.
- El poble, provinent d'arreu del país, es presenta davant del faraó.
- Segona audiència reial amb els seus súbdits.
- Processó del déu Min (el brau blanc amb el Sol entre les banyes).
- El rei s'atura davant de la capella del déu Sed i aplica ungüents a l'estendard de Sed. El faraó es canvia de roba i es prepara per a la cursa i la dansa rituals (sovint, acompanyat d'un brau que simbolitza Apis o Min), que farà portant l'estendard. Aquesta és la part més important de tot el festival, sovint s'identifica el festival sencer només amb aquesta cursa i aquesta dansa. És el moment de la renovació del faraó i la demostració de la seva força i les seves capacitats físiques.
- Es continua el cens del bestiar, aquest cop se'l presenta davant dels déus.
- Es presenta el palanquí del faraó (una mena de tron portàtil) i el rei s'hi asseu.
- Processó del rei en palanquí.
- El faraó celebra actes secundaris, com disparar sagetes en direcció als quatre punts cardinals i homenatjar els faraons anteriors.